# Achim Pothmann
Achim Pothmann (* 19. Mai 1967 in Unna) ist ein deutscher Sachbuchautor. 

## Leben
Pothmann studierte Betriebswirtschaftslehre und Linguistik an der Universität Bielefeld. Nach dem Diplom wurde er dort 1995 mit einer Arbeit über Gesprächsanalyse und Kommunikationsberatung promoviert. 1996 gründete er eine eigene Schuhhandelskette und leitete sie als geschäftsführender Gesellschafter. 2017 verkaufte er sein Unternehmen und ist seitdem als Autor, Vortragsredner und Berater tätig. Dabei publiziert er insbesondere zu den Themen Mitarbeiter- bzw. Arbeitszufriedenheit. 

## Veröffentlichungen

### Monografien
- Diskursanalyse von Verkaufsgesprächen (Dissertationsschrift). Westdeutscher Verlag, Opladen 1997, ISBN 3-531-12917-1
- Jobglück. Wie du den Montag lieben lernst. Humboldt Verlag, Hannover 2020, ISBN 978-3869101149
- Glückliche Unternehmen. Wie Erfolg selbstverständlich wird. Books on Demand, Norderstedt 2021, ISBN 978-3753472874
- Glücklich-erfolgreich führen. Führung, durch die alle gewinnen. Springer Verlag, Wiesbaden 2021, ISBN 978-3-662-63036-5
- Die Zukunft der Unternehmen – Und was es für den Sprung in eine erfolgreiche Zukunft braucht. Books on Demand, Norderstedt 2024. ISBN 9783-759731562

### Buchbeiträge
- Altersspezifisches Kommunikationsverhalten in Verkaufsgesprächen. In: Reinhard Fiehler, Caja Thimm (Hrsg.): Sprache und Kommunikation im Alter. Verlag für Gesprächsforschung, Radolfzell 2003, ISBN 3-531-13036-6, S. 93–106.
- Die GlücksPyramide der Unternehmen: Glückliche Unternehmen durch glücklich-erfolgreiche Führung. In: Andrea Fischer, Christin Prizelius (Hrsg.): Viele Wege führen zum Glück – Experten stellen vor. Springer, Heidelberg 2021, ISBN 978-3-662-61978-0, S. 87–97.
- Wie Sie Ihr Jobglück und Ihren Erfolg im Vertrieb steigern. In: Oliver Schumacher, Christian Sahle: Bock auf Vertrieb. So machen Ihre Kunden Gewinn uns Sie Karriere. Gabal, Offenbach 2022, ISBN 978-3-96739-092-6, S. 205–208.